# Sun Prairie (Wisconsin)
Pour les articles homonymes, voir Sun Prairie.
Sun Prairie est une ville du comté de Dane, dans l'État du Wisconsin, aux États-Unis.